# Los rubios
Pour plus de détails, voir Fiche technique et Distribution.
Los rubios (littéralement « les blonds ») est un documentaire argentin coproduit avec les États-Unis, réalisé par Albertina Carri et sorti en 2003.

## Synopsis
Le film débute par une scène campagnarde étrange : mugissement de vaches, pépiement d'oiseaux et voix d'adolescente s'entendent clairement mais visuellement personnages et animaux ont la forme de Playmobils animés. Ce postulat sert de plate-forme à l'édification d'un récit enchevêtré, de caractère autobiographique et prenant sa source dans l'histoire tragique de l'Argentine des années de la dictature militaire instauré par Jorge Rafael Videla. Albertina Carri est en effet la troisième fille du sociologue Roberto Carri (es) et d'Anna-Maria Caruso, militants Montoneros arrêtés et disparus en février 1977...

## Fiche technique
- Titre : Los rubios
- Réalisation : Albertina Carri
- Scénario : Albertina Carri et Alan Pauls
- Musique : Ryūichi Sakamoto et Charly García
- Photographie : Catalina Fernández
- Montage : Alejandra Almirón, Catalina Fernández et Carmen Torres
- Production : Marcelo Cespedes et Barry Ellsworth
- Société de production : Cine Ojo
- Pays d'origine :  Argentine -  États-Unis
- Genre : Documentaire
- Durée : 89 minutes
- Dates de sortie : 
  - Argentine : 23 octobre 2003
  -  France : 21 mars 2004 (Festival du film latino-américain de Toulouse)

## Distribution
- Analía Couceyro : Albertina

## Récompenses
- Prix du public et meilleur film au Festival BAFICI 2003 (Festival du cinéma indépendant de Buenos Aires)